# Nessia
Nessia — рід сцинкоподібних ящірок родини сцинкових (Scincidae). Представники цього роду є ендеміками Шрі-Ланки.

## Види
Рід Nessia нараховує 9 видів:
- Nessia bipes M.A. Smith, 1935
- Nessia burtonii Gray, 1839
- Nessia deraniyagalai Taylor, 1950
- Nessia didactyla (Deraniyagala, 1934)
- Nessia gansi Batuwita & Edirisinghe, 2017
- Nessia hickanala Deraniyagala, 1940
- Nessia layardi (Kelaart, 1853)
- Nessia monodactyla (Gray, 1839)
- Nessia sarasinorum (F. Müller, 1889)